# Roger Chappot
Roger Chappot (Martigny, 17 oktober 1940 - Rennaz, 7 april 2020) was een Zwitsers ijshockeyer.

## Biografie
Roger Chappot speelde in de National League A, de Zwitserse eerste klasse in het ijshockey. Hij speelde voor de clubs HC Villars en Genève-Servette Hockey Club. Hij vertegenwoordigde zijn land op de Olympische Winterspelen van 1964 als lid van het nationale Zwitserse mannenteam in het ijshockey, dat hierbij de achtste plaats behaalde.
Chappot overleed in 2020 aan de gevolgen van de ziekte COVID-19 ten tijde van de coronacrisis in Zwitserland.